# 陳綱 (弘治進士)
陳綱（1471年—？），字正之，浙江金華府金華縣人，匠籍，明朝政治人物。

## 生平
弘治十七年（1504年）甲子科浙江鄉試第三十九名。弘治十八年（1505年），登乙丑科會試第二百一名，三甲第七十一名進士。歷官湖廣長沙府瀏陽縣知縣、直隸永平府昌黎縣知縣。

## 家族
曾祖父陳文達，初贈監察御史加贈按察司府副使；祖父陳相，按察司按察使；父陳韶，母諸氏。永感下。